# Чубэр
Чубэр (молд. Чубэр Водэ, Ciubăr Vodă) — господарь Молдавского княжества, правивший зимой 1448—1449 годов.

## История
Точных данных о его правлении не имеется. 
Григоре Уреке, ссылающийся на молдавскую летопись, пишет, что он сменил на престоле Петра II и правил около двух месяцев.
Высказывались предположения, что Чубэр — это вариант венгерского имени Csopor/Csupor, однако эти предположения остались без каких-либо доказательств.